# Хабовка
Хабовка (слч. Habovka) насељено је мјесто са административним статусом сеоске општине (слч. obec) у округу Тврдошин, у Жилинском крају, Словачка Република.

## Становништво
| Година:    | 1994. | 2004.    | 2014.   | 2024.   |
| ---------- | ----- | -------- | ------- | ------- |
| Број људи: | 1195  | 1360     | 1377    | 1361    |
| Разлика:   |       | +13,80 % | +1,25 % | -1,16 % |

| Година:    | 2023. | 2024.   |
| ---------- | ----- | ------- |
| Број људи: | 1345  | 1361    |
| Разлика:   |       | +1,18 % |

Према подацима о броју становника из 2024. године насеље је имало 1361 становника.